# Crișcior
Crișcior is een plattelandsgemeente in de regio Transsylvanië, in het Roemeense district Hunedoara. Het dorp ligt 7 km ten oosten van Brad en bezit de oudste kerk in de regio Zarand. De kerk dateert uit de 14e eeuw en is gebouwd door Bălea, wiens portret in de kerk te bezichtigen is.